# Efektor
Efektor, z lat. efficio vykonat e-; facio je malá molekula selektivně se vážící na protein a regulující jeho biologickou aktivitu bez toho, aniž by byla součástí proteinového komplexu. Efektor se chová podobně jako ligand, který může aktivovat nebo inhibovat enzymatickou aktivitu, genovou expresi nebo buněčnou signalizaci.

## Další významy v biologii
Efektory mohou být také periferní tkáně, které přijímají nervové impulsy a reagují svalovou kontrakcí, sekrecí žláz či elektrickým výbojem.